# دریاچه سیاه (فیلم)
دریاچه سیاه (به انگلیسی: Black Water) یک فیلم ترسناک و دلهره‌آور استرالیایی محصول سال ۲۰۰۷ به نویسندگی و کارگردانی اندرو تراوکی و دیوید نرلیچ است. این فیلم که محصول مشترک بین‌المللی استرالیا و بریتانیا است، در باتلاق‌های شمال استرالیا می‌گذرد و دایانا گلن، میو درمودی و اندی رودوردا از بازیگران اصلی این فیلم هستند. فیلمنامه با الهام از داستان واقعی یک حمله تمساح در قلمرو شمالی استرالیا در دسامبر ۲۰۰۳، یک زن باردار، همراه با دوست پسر و خواهرش، به گشت و گذار در یک باتلاق حرا با قایق می‌پردازند، جایی که توسط یک تمساح آب شور وحشت زده و مورد حمله قرار می‌گیرند نوشته شده‌است.
دنباله‌ای با عنوان دریاچه سیاه: پرتگاه در ۴ ژوئیه ۲۰۲۰ در بریتانیا و در ۳۰ ژوئیه ۲۰۲۰ در استرالیا منتشر شد.

## داستان فیلم
در یک تعطیلات، گریسی، همسرش آدام و خواهر کوچکترش لی، تصمیم می‌گیرند برای ماهیگیری به دریاچه سیاه بروند. آن‌ها از جیم که صاحب یک قایق موتوری است کمک می‌گیرند. به محض ورود به دریاچه یک تمساح به آن‌ها حمله کرده و جیم را از پای درمی‌آورد. زن، همسر و خواهرش هر سه از چنگ تمساح گریخته و به بالای درختی که داخل دریاچه روییده است پناه می‌برند. آن‌ها برآنند تا قایق را به سمت خود کشیده و از محل فرار کنند. اما قایق به مانعی گیر کرده و در چند متری آن‌ها میان آب قرار گرفته‌است. تمساح نیز هر از گاهی حضور خود را به این سه نفر اعلام می‌کند.